# (400037) 2006 QA135
(400037) 2006 QA135 es un asteroide perteneciente al cinturón de asteroides, descubierto el 27 de agosto de 2006 por el equipo del Lowell Observatory Near-Earth-Object Search desde la Estación Anderson Mesa (condado de Coconino, cerca de Flagstaff, Arizona, Estados Unidos).

## Designación y nombre
Designado provisionalmente como 2006 QA135.

## Características orbitales
2006 QA135 está situado a una distancia media del Sol de 2,576 ua, pudiendo alejarse hasta 3,200 ua y acercarse hasta 1,953 ua. Su excentricidad es 0,241 y la inclinación orbital 3,441 grados. Emplea 1510,89 días en completar una órbita alrededor del Sol.

## Características físicas
La magnitud absoluta de 2006 QA135 es 17,5.